# Stade Mbappé-Léppé
Pour les articles homonymes, voir Mbappé (homonymie).
Le stade Mbappé-Léppé, anciennement stade Akwa, est un stade de football de la ville de Douala, au Cameroun.

## Histoire
Construit en 1958, il s'agit d'un des principaux stades du Cameroun, accueillant les matchs de D1 et de D2, et même des matchs internationaux, jusqu'en 1972. À cette date, le nouveau stade de la Réunification, construit pour la coupe d'Afrique des nations, accueille progressivement ces compétitions.
Il porte le nom de l'international camerounais Samuel Mbappé Léppé, ancien capitaine des Lions indomptables, mort en 1985. Une statue de celui-ci y est dévoilée lors de la CAN 2021.

## Le stade
| \| 500 km1:18 610 000 \| Olembe (60 000) Ahmadou-Ahidjo(40 000) Japoma (50 000) Roumdé Adjia (25 000) Bafoussam (Kouekong) (20 000) Limbé (20 000) Réunification (39 000) |
| 500 km1:18 610 000 |

| 500 km1:18 610 000 |

| Stades principaux existants  |
| (40 000) Capacités d'accueil |

### Localisation
Le stade est situé dans le quartier Akwa. En face de la cathédrale de Douala, dans le centre des affaires de la ville. Il jouxte le cimetière d'Akwa.

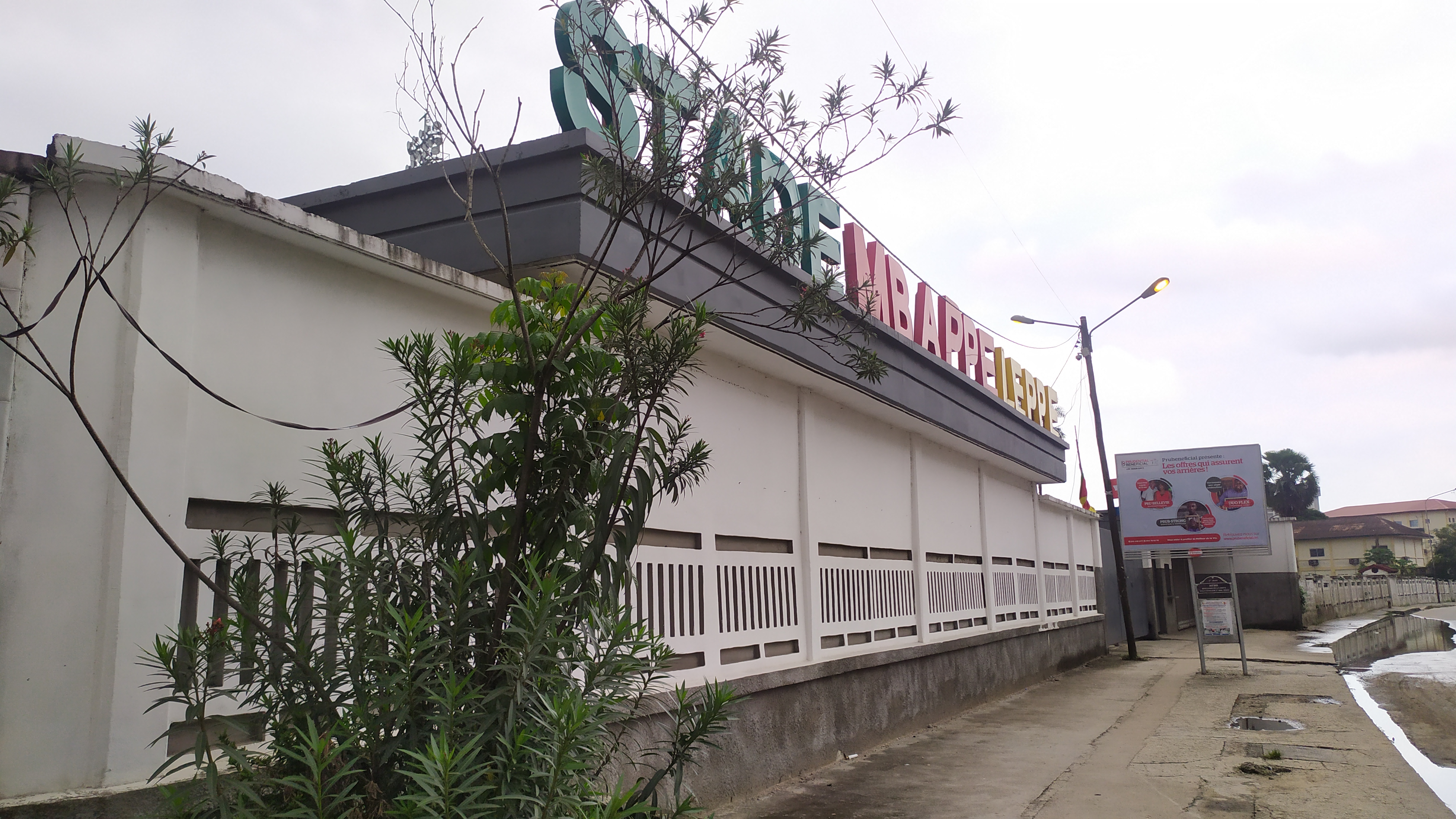
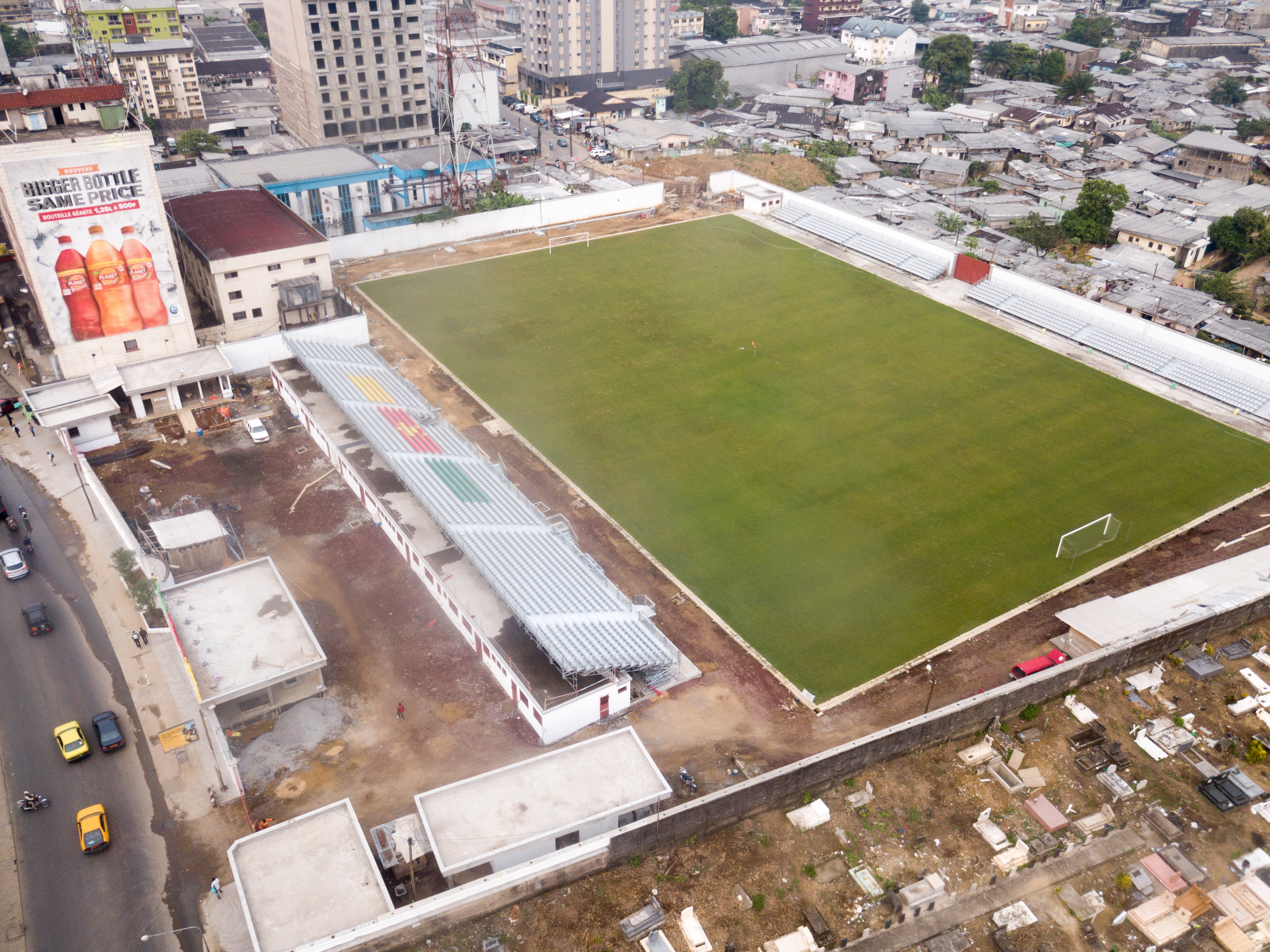
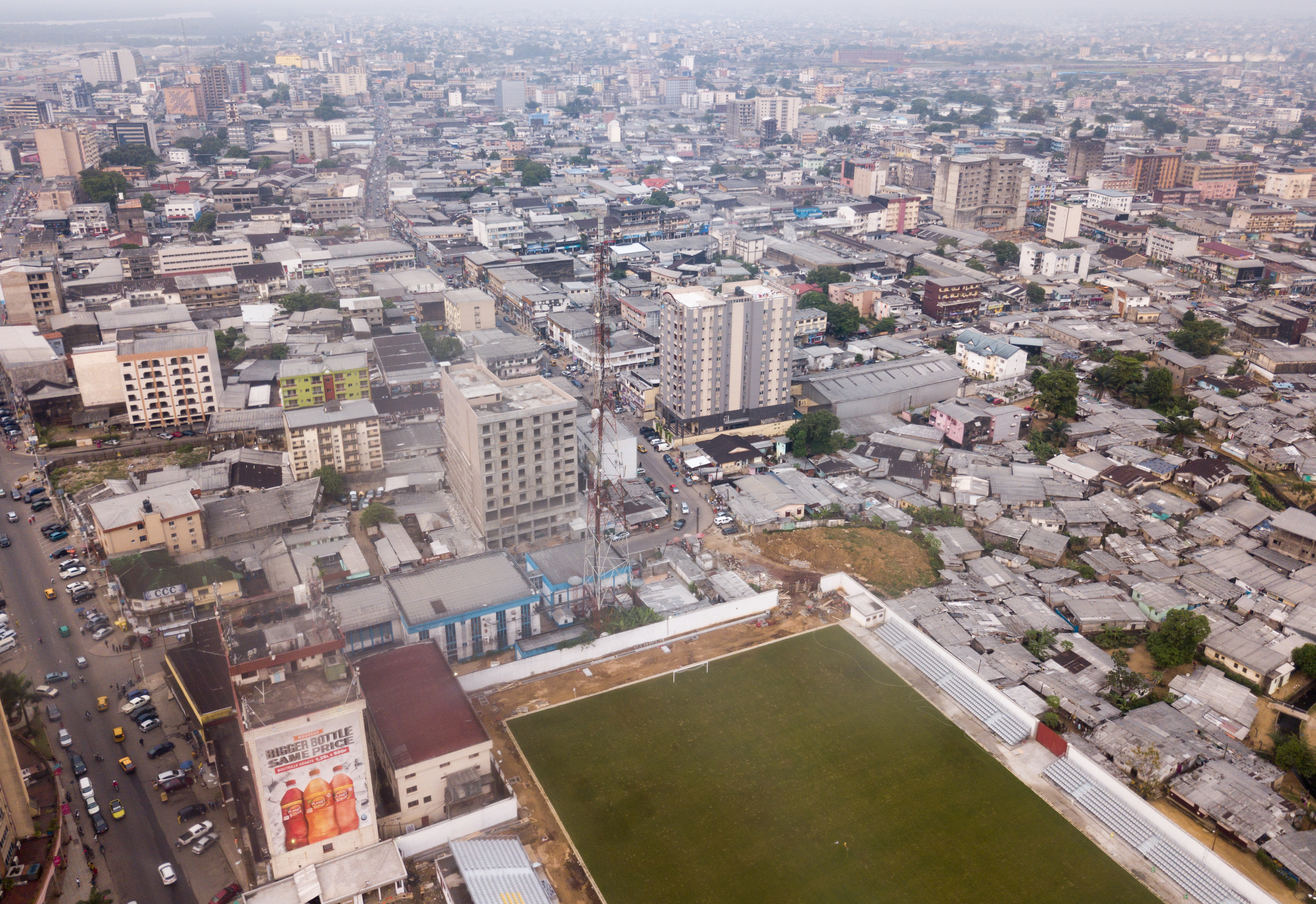
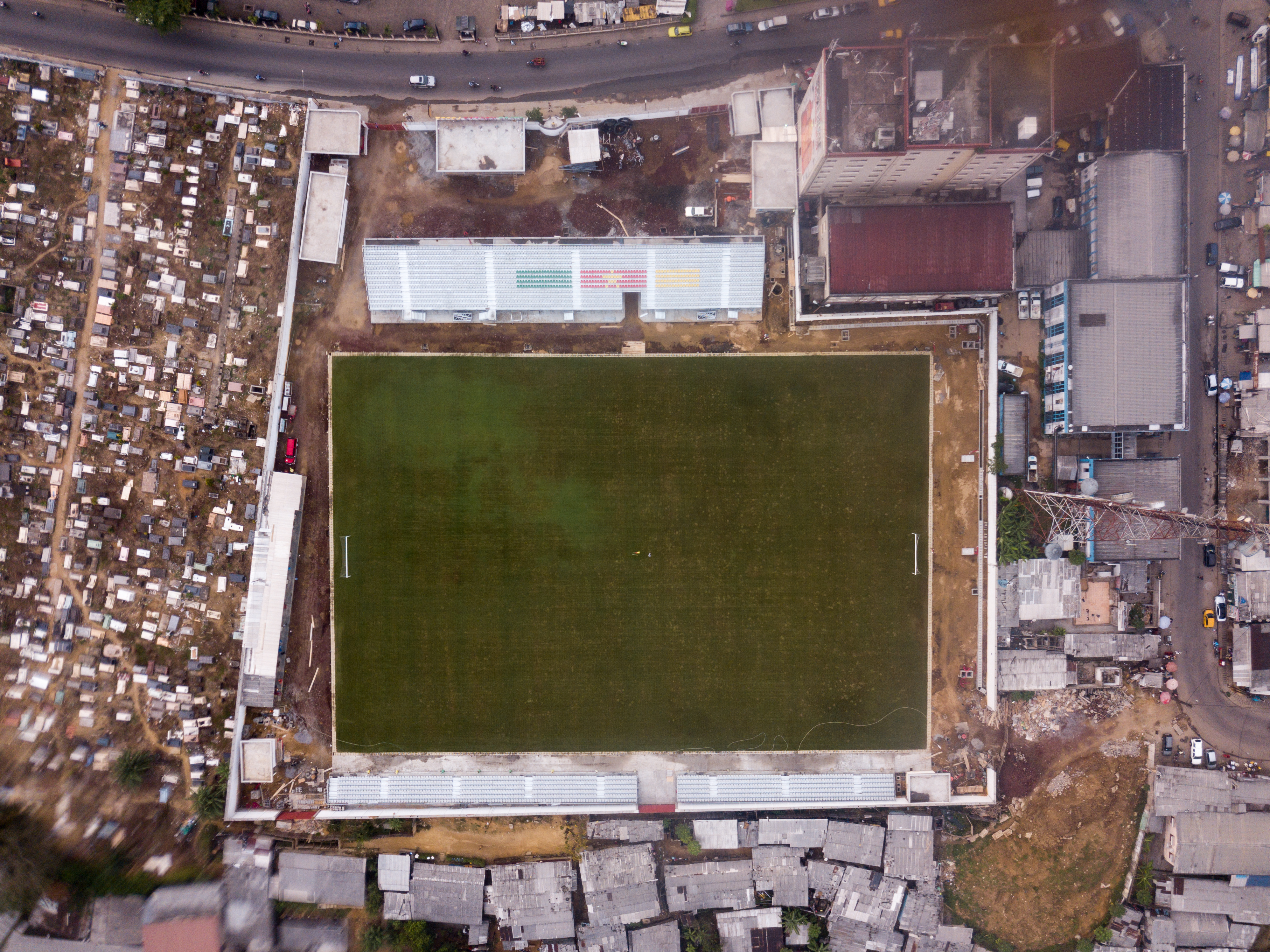
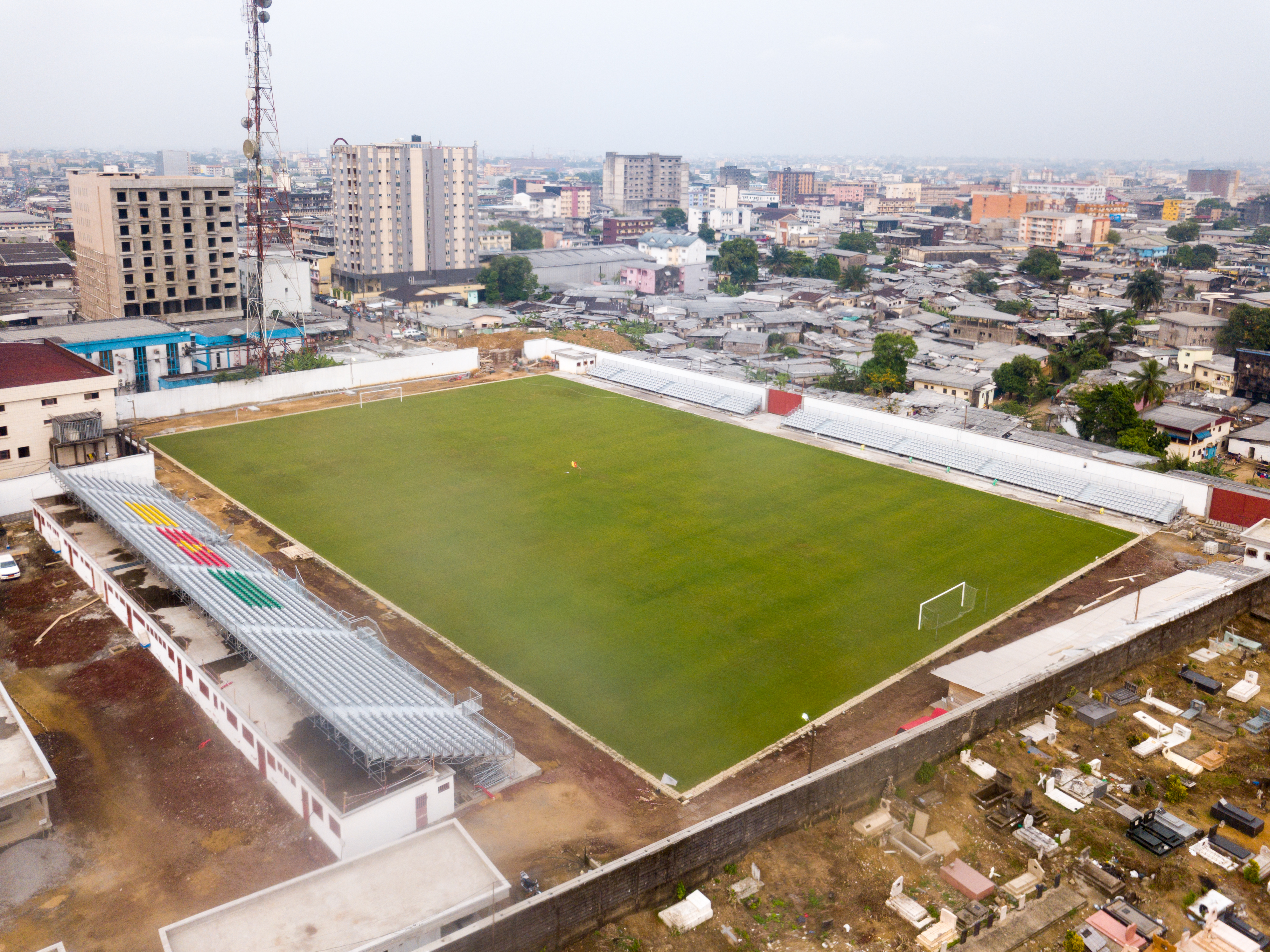
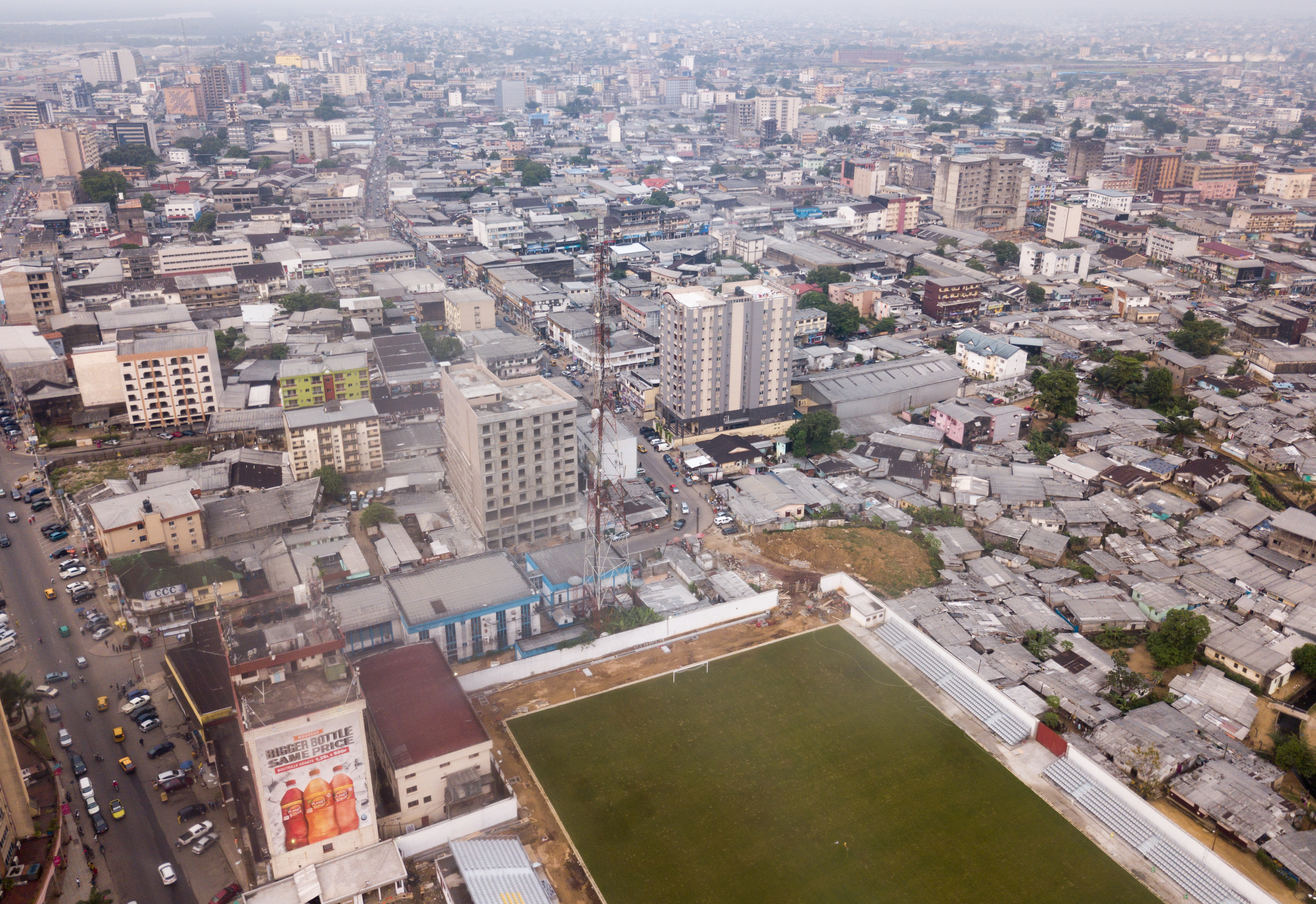
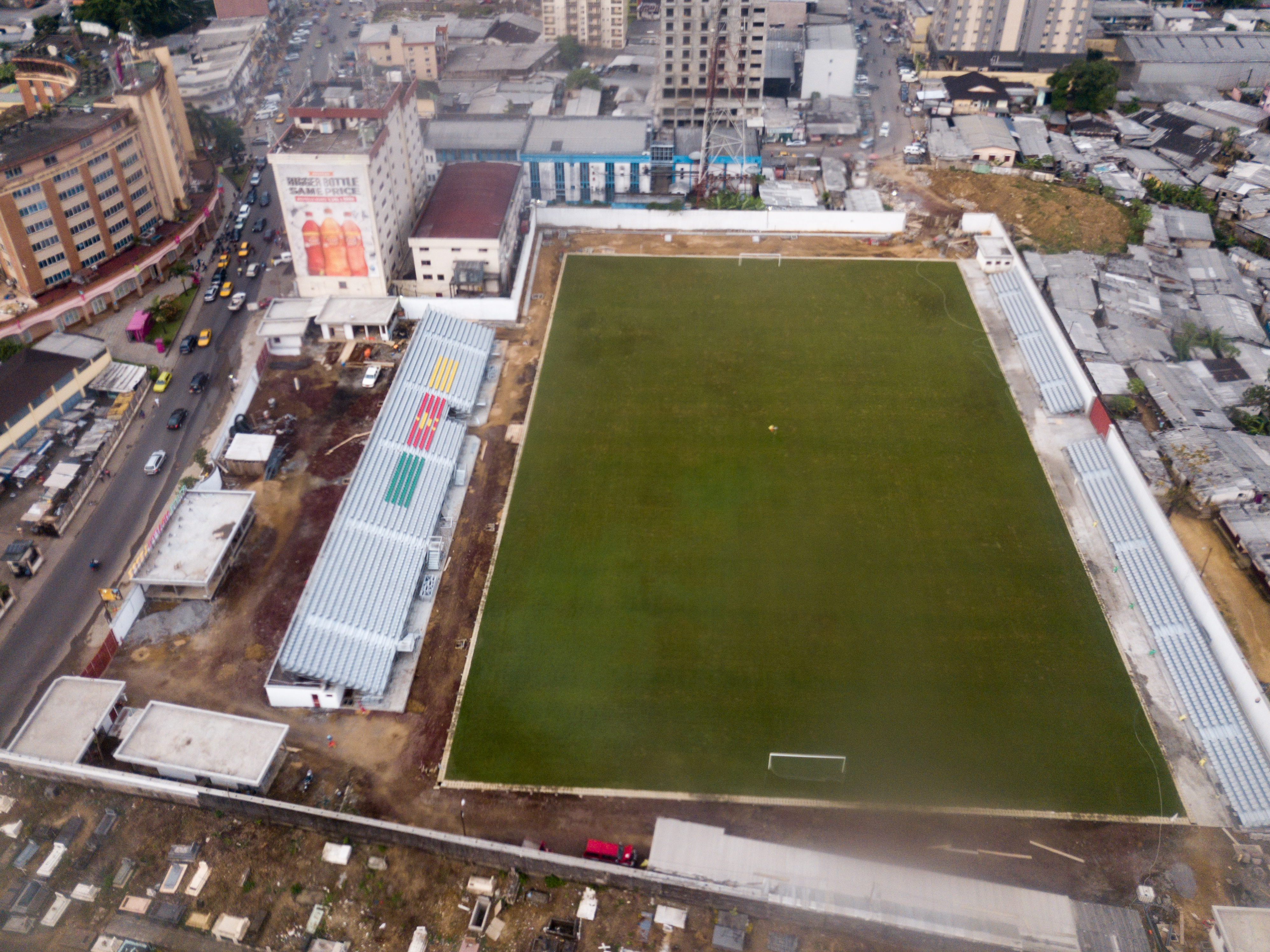

### Capacité
La capacité d'accueil, les difficultés de stationnement et la localisation en centre-ville qui empêche toute extension, sont des handicaps.